# Барило (село)
Бари́ло — село в Україні, у Річківській сільській громаді Сумського району Сумської області. Населення становить 139 осіб. До 2018 орган місцевого самоврядування — Вирівська сільська рада.

## Географія
Село Барило розташоване між річками Вир та Крига. На відстані 2 км розташовані села Головачі, Вири та Синяк.
Через село пролягає автомобільний шлях P 44 Суми-Глухів.

## Історія
Колишня назва Корчма Барили (хутір)
- Село постраждало внаслідок геноциду українського народу, проведеного урядом СССР 1923—1933 та 1946–1947 роках.
- 12 червня 2020 року, відповідно до Розпорядження Кабінету Міністрів України № 723-р «Про визначення адміністративних центрів та затвердження територій територіальних громад Сумської області» увійшло до складу Річківської сільської громади.[2] 19 липня 2020 року, в результаті адміністративно-територіальної реформи та ліквідації  Білопільського району, село увійшло до складу новоутвореного Сумського району[3].

## Населення

### Мова
Розподіл населення за рідною мовою за даними :
| Мова       | Кількість | Відсоток |
| ---------- | --------- | -------- |
| українська | 131       | 94.24%   |
| російська  | 8         | 5.76%    |
| Усього     | 139       | 100%     |